# Jüdische Gemeinde Hirsingen
Die Jüdische Gemeinde in Hirsingen (frz. Hirsingue), einer französischen Gemeinde im Département Haut-Rhin im Elsass, entstand im 17./18. Jahrhundert.

## Geschichte
Die jüdische Gemeinde besaß eine Synagoge, eine jüdische Schule und ein rituelles Bad (Mikwe).
Die Toten der jüdischen Gemeinde wurden auf dem jüdischen Friedhof in Altkirch beigesetzt. 1844 kam die jüdische Gemeinde Hirsingen bei der Schaffung der Rabbinatsbezirke zum Rabbinat Altkirch. Die Gemeinde hatte im 19. Jahrhundert einen Lehrer angestellt, der zugleich als Vorbeter und Schochet tätig war.
Bei antijüdischen Ausschreitungen im Sundgau im Jahr 1848 wurde die Synagoge in Hirsingen schwer beschädigt und zahlreiche jüdische Wohnungen wurden geplündert.
Um 1846 erreichte die jüdische Gemeinde in Hirsingen ihre höchste Mitgliederzahl. Durch Abwanderung in die Städte verkleinerte sich die Gemeinde bis auf 28 Mitglieder im Jahr 1936.

## Synagoge
Die alte Synagoge wurde nach dem 1912/13 erfolgten Neubau verkauft. Heute wird das Gebäude (32, rue de Lattre-de-Tassigny) als Wohnhaus genutzt. Die neue Synagoge (13, rue de la Synagogue) wurde am 24. September 1913 durch Rabbiner Simon Auscher aus Altkirch eingeweiht.
Im Juli 1940 wurde die Synagoge von den deutschen Besatzern geschlossen. 1962 wurde das Gebäude von der jüdischen Gemeinde verkauft und bis heute wird es als Wohnhaus genutzt.

## Gemeindeentwicklung
| Jahr | Gemeindemitglieder |  |
| ---- | ------------------ |  |
| 1784 | 95                 |  |
| 1846 | 127                |  |
| 1861 | 94                 |  |
| 1910 | 80                 |  |
| 1936 | 28                 |  |

## Nationalsozialistische Verfolgung
Nach der deutschen Besetzung des Elsass wurden die Juden in Hirsingen zwischen Juli und Oktober 1940 nach Südfrankreich deportiert und später in den osteuropäischen Konzentrationslagern ermordet.